# Плаштака (село)
Плаштака — село в Литве, входит в состав Куркляйского староства Аникщяйского района. По данным переписи населения 2011 года население Плаштаки составляло 10 человек.

## География
Село расположено в южной части района, на границе с Укмергским. Рядом находится одноимённое озеро. Расстояние до местечка Куркляй составляет 14,5 км, до города Аникщяй — 30 км. Ближайшие населённые пункты — села Антаплаштакис и Ванагай.

## История
В 1923 году в селе было 25 дворов. В 1932 году село было разделено на отдельные хозяйства, тогда имело 364,7 га земли. Рядом с деревней находилась усадьба Плаштака (19 век). Усадьбой в конце 19 века владел род Соколовских. Усадебный дом сгорел в 1944 году.
1926—1929 годах в Плаштаке была начальная школа.
В 1944 году, в конце войны, усадебный дом сгорел.

## Население
| 1902                           | 1923 | 1959 | 1970 |
| ------------------------------ | ---- | ---- | ---- |
| 157                            | 213  | 108  | 89   |
| 1979                           | 1989 | 2001 | 2011 |
| 49                             | 15   | 15   | 10   |
| Гистограмма динамики населения |      |      |      |